# Raoul Caudron
Raoul Caudron (ur. 7 grudnia 1883 w Paryżu, zm. 29 maja lub 1 czerwca 1958 w Saint-Étienne) – francuski trener piłkarski.
W roku 1930 Caudron był selekcjonerem reprezentacji Francji podczas mistrzostw świata 1930.